# 2008-as labdarúgó-Európa-bajnokság (A csoport)
A 2008-as labdarúgó-Európa-világbajnokság A csoportjának mérkőzéseit 2008. június 7-étől 15-éig játszották. Hat csoportmérkőzést játszottak két svájci városban, Bázelben és Genfben. A csoportban a társházigazda Svájc, a 2004-es döntős Portugália, Csehország és Törökország.
Portugália megnyerte az első két mérkőzését Törökország és a Csehország ellen, így csoportelsőként bejutott a negyeddöntőbe. Elsőként Svájc búcsúzott el a tornától egy győzelemmel és két vereséggel. A második helyért a csoport utolsó mérkőzése Törökország - Csehország meccs döntött, a két csapatnak a mérkőzés előtt ugyanannyi pontja volt. Az első félidőben a csehek szereztek vezetést majd a második félidőben megduplázták előnyüket. A 75. percben aztán Arda Turan visszahozta a törököket a játékba, sőt Petr Čechre nem jellemző hiba után (pont Nihat Kahveci lába elé ejtette a labdát) egyenlített Törökország a 87. percben, majd két percre rá Nihat belőtte a győzelmet és egyúttal továbbjutást jelentő gólt. Ezek után még kiállították Volkan Demirelt mert fellökte Jan Kollert, a cserék már elfogytak ezért Tuncay Şanlı állt a kapuba. A 95. percben sárga lapot kapott Milan Baroš is aki az egész mérkőzést a padon töltötte.
A csoportból Portugália és Törökország jutott tovább. A mérkőzéseken összesen 17 gól esett.

## Tabella
| Hely. | Csapat      | M | Gy | D | V | G+ | G– | Gk | P | Továbbjutás                                |
| ----- | ----------- | - | -- | - | - | -- | -- | -- | - | ------------------------------------------ |
| 1.    | Portugália  | 3 | 2  | 0 | 1 | 5  | 3  | +2 | 6 | Továbbjutott az egyenes kieséses szakaszba |
| 2.    | Törökország | 3 | 2  | 0 | 1 | 5  | 5  | 0  | 6 | Továbbjutott az egyenes kieséses szakaszba |
| 3.    | Csehország  | 3 | 1  | 0 | 2 | 4  | 6  | −2 | 3 |                                            |
| 4.    | Svájc (R)   | 3 | 1  | 0 | 2 | 3  | 3  | 0  | 3 |                                            |

1. 1 2  Egymás elleni eredmény: Portugália 2–0 Törökország.
2. 1 2  Egymás elleni eredmény: Svájc 0–1 Csehország.

## Mérkőzések

### Svájc – Csehország
| 2008. június 7. 18.00 (UTC+2) |

| Svájc | 0–1               | Csehország  |
| ----- | ----------------- | ----------- |
|       | (0–0) Jegyzőkönyv | Svěrkoš 71' |

| St. Jakob-Park, Bázel Nézőszám: 39 730 Játékvezető: Roberto Rosetti (olasz) |

| SVÁJC:               |    |                      |       |     |
|                      |    |                      |       |     |
| GK                   | 1  | Diego Benaglio       |       |     |
| RB                   | 5  | Stephan Lichtsteiner |       | 75' |
| CB                   | 20 | Patrick Müller       |       |     |
| CB                   | 4  | Philippe Senderos    |       |     |
| LB                   | 3  | Ludovic Magnin       | 59'   |     |
| RM                   | 19 | Valon Behrami        |       | 84' |
| CM                   | 8  | Gökhan Inler         |       |     |
| CM                   | 15 | Gelson Fernandes     |       |     |
| LM                   | 16 | Tranquillo Barnetta  | 90+3' |     |
| CF                   | 9  | Alexander Frei (cs)  |       | 46' |
| CF                   | 11 | Marco Streller       |       |     |
| Cserék:              |    |                      |       |     |
| MF                   | 10 | Hakan Yakin          |       | 46' |
| FW                   | 22 | Johan Vonlanthen     | 76'   | 75' |
| FW                   | 12 | Eren Derdiyok        |       | 84' |
| Szövetségi kapitány: |    |                      |       |     |
| Köbi Kuhn            |    |                      |       |     |

| CSEHORSZÁG:          |    |                     |  |     |
|                      |    |                     |  |     |
| GK                   | 1  | Petr Čech           |  |     |
| RB                   | 2  | Zdeněk Grygera      |  |     |
| CB                   | 21 | Tomáš Ujfaluši (cs) |  |     |
| CB                   | 22 | David Rozehnal      |  |     |
| LB                   | 6  | Marek Jankulovski   |  |     |
| DM                   | 4  | Tomáš Galásek       |  |     |
| CM                   | 14 | David Jarolím       |  | 87' |
| CM                   | 3  | Jan Polák           |  |     |
| RW                   | 7  | Libor Sionko        |  | 83' |
| LW                   | 20 | Jaroslav Plašil     |  |     |
| CF                   | 9  | Jan Koller          |  | 56' |
| Cserék:              |    |                     |  |     |
| FW                   | 10 | Václav Svěrkoš      |  | 56' |
| FW                   | 11 | Stanislav Vlček     |  | 83' |
| MF                   | 5  | Radoslav Kováč      |  | 87' |
| Szövetségi kapitány: |    |                     |  |     |
| Karel Brückner       |    |                     |  |     |

| A mérkőzés játékosa: Tomáš Ujfaluši Asszisztensek: Alessandro Griselli Paolo Calcagno Negyedik számú játékvezető: Stéphane Lannoy |

### Portugália – Törökország
| 2008. június 7. 20.45 (UTC+2) |

| Portugália              | 2–0               | Törökország |
| ----------------------- | ----------------- | ----------- |
| Pepe 61' Meireles 90+3' | (0–0) Jegyzőkönyv |             |

| Stade de Genève, Genf Nézőszám: 29 106 Játékvezető: Herbert Fandel (német) |

| PORTUGÁLIA:          |    |                   |  |       |
|                      |    |                   |  |       |
| GK                   | 1  | Ricardo           |  |       |
| RB                   | 4  | José Bosingwa     |  |       |
| CB                   | 15 | Pepe              |  |       |
| CB                   | 16 | Ricardo Carvalho  |  |       |
| LB                   | 2  | Paulo Ferreira    |  |       |
| CM                   | 8  | Petit             |  |       |
| CM                   | 10 | João Moutinho     |  |       |
| RW                   | 7  | Cristiano Ronaldo |  |       |
| AM                   | 20 | Deco              |  | 90+2' |
| LW                   | 11 | Simão             |  | 83'   |
| CF                   | 21 | Nuno Gomes (cs)   |  | 69'   |
| Cserék:              |    |                   |  |       |
| FW                   | 19 | Nani              |  | 69'   |
| MF                   | 6  | Raul Meireles     |  | 83'   |
| DF                   | 5  | Fernando Meira    |  | 90+2' |
| Szövetségi kapitány: |    |                   |  |       |
| Luiz Felipe Scolari  |    |                   |  |       |

| TÖRÖKORSZÁG:         |    |                      |     |     |
|                      |    |                      |     |     |
| GK                   | 23 | Volkan Demirel       |     |     |
| RB                   | 22 | Hamit Altıntop       |     | 76' |
| CB                   | 2  | Servet Çetin         |     |     |
| CB                   | 4  | Gökhan Zan           | 51' | 55' |
| LB                   | 3  | Hakan Balta          |     |     |
| RM                   | 18 | Colin Kazim-Richards | 4'  |     |
| CM                   | 5  | Emre Belözoğlu (cs)  |     |     |
| LM                   | 7  | Mehmet Aurélio       |     |     |
| AM                   | 21 | Mevlüt Erdinç        |     | 46' |
| AM                   | 17 | Tuncay Şanlı         |     |     |
| CF                   | 8  | Nihat Kahveci        |     |     |
| Cserék:              |    |                      |     |     |
| DF                   | 20 | Sabri Sarıoğlu       | 73' | 46' |
| DF                   | 15 | Emre Aşık            |     | 55' |
| FW                   | 9  | Semih Şentürk        |     | 76' |
| Szövetségi kapitány: |    |                      |     |     |
| Fatih Terim          |    |                      |     |     |

| A mérkőzés játékosa: Pepe Asszisztensek: Carsten Kadach Volker Wezel Negyedik számú játékvezető: Kassai Viktor |

### Csehország – Portugália
| 2008. június 11. 18.00 (UTC+2) |

| Csehország | 1–3               | Portugália                         |
| ---------- | ----------------- | ---------------------------------- |
| Sionko 17' | (1–1) Jegyzőkönyv | Deco 8' Ronaldo 63' Quaresma 90+1' |

| Stade de Genève, Genf Nézőszám: 29 016 Játékvezető: Kírosz Vasszárasz (görög) |

| CSEHORSZÁG:          |    |                     |     |     |
|                      |    |                     |     |     |
| GK                   | 1  | Petr Čech           |     |     |
| RB                   | 2  | Zdeněk Grygera      |     |     |
| CB                   | 21 | Tomáš Ujfaluši (cs) |     |     |
| CB                   | 22 | David Rozehnal      |     |     |
| LB                   | 6  | Marek Jankulovski   |     |     |
| DM                   | 4  | Tomáš Galásek       |     | 73' |
| CM                   | 17 | Marek Matějovský    |     | 68' |
| CM                   | 3  | Jan Polák           | 22' |     |
| RW                   | 7  | Libor Sionko        |     |     |
| LW                   | 20 | Jaroslav Plašil     |     | 85' |
| CF                   | 15 | Milan Baroš         |     |     |
| Cserék:              |    |                     |     |     |
| FW                   | 11 | Stanislav Vlček     |     | 68' |
| FW                   | 9  | Jan Koller          |     | 73' |
| MF                   | 14 | David Jarolím       |     | 84' |
| Szövetségi kapitány: |    |                     |     |     |
| Karel Brückner       |    |                     |     |     |

| PORTUGÁLIA:          |    |                   |     |     |
|                      |    |                   |     |     |
| GK                   | 1  | Ricardo           |     |     |
| RB                   | 4  | José Bosingwa     | 31' |     |
| CB                   | 15 | Pepe              |     |     |
| CB                   | 16 | Ricardo Carvalho  |     |     |
| LB                   | 2  | Paulo Ferreira    |     |     |
| CM                   | 8  | Petit             |     |     |
| CM                   | 10 | João Moutinho     |     | 75' |
| RW                   | 7  | Cristiano Ronaldo |     |     |
| AM                   | 20 | Deco              |     |     |
| LW                   | 11 | Simão             |     | 80' |
| CF                   | 21 | Nuno Gomes (cs)   |     | 79' |
| Cserék:              |    |                   |     |     |
| DF                   | 5  | Fernando Meira    |     | 75' |
| FW                   | 9  | Hugo Almeida      |     | 79' |
| MF                   | 17 | Ricardo Quaresma  |     | 80' |
| Szövetségi kapitány: |    |                   |     |     |
| Luiz Felipe Scolari  |    |                   |     |     |

| A mérkőzés játékosa: Cristiano Ronaldo Asszisztensek: Dimitris Bozatzidis Dimitris Saraidaris Negyedik számú játékvezető: Kristinn Jakobsson |

### Svájc – Törökország
| 2008. június 11. 20.45 (UTC+2) |

| Svájc     | 1–2               | Törökország          |
| --------- | ----------------- | -------------------- |
| Yakin 32' | (1–0) Jegyzőkönyv | Semih 57' Arda 90+2' |

| St. Jakob-Park, Bázel Nézőszám: 39 730 Játékvezető: Ľuboš Micheľ (szlovák) |

| SVÁJC:               |    |                      |     |     |
|                      |    |                      |     |     |
| GK                   | 1  | Diego Benaglio       |     |     |
| RB                   | 5  | Stephan Lichtsteiner |     |     |
| CB                   | 20 | Patrick Müller       |     |     |
| CB                   | 4  | Philippe Senderos    |     |     |
| LB                   | 3  | Ludovic Magnin (cs)  |     |     |
| RM                   | 19 | Valon Behrami        |     |     |
| CM                   | 8  | Gökhan Inler         |     |     |
| CM                   | 15 | Gelson Fernandes     |     | 76' |
| LM                   | 16 | Tranquillo Barnetta  |     | 66' |
| SS                   | 10 | Hakan Yakin          |     | 85' |
| CF                   | 12 | Eren Derdiyok        | 55' |     |
| Cserék:              |    |                      |     |     |
| FW                   | 22 | Johan Vonlanthen     |     | 66' |
| MF                   | 7  | Ricardo Cabanas      |     | 76' |
| FW                   | 14 | Daniel Gygax         |     | 85' |
| Szövetségi kapitány: |    |                      |     |     |
| Köbi Kuhn            |    |                      |     |     |

| TÖRÖKORSZÁG:         |    |                      |     |     |
|                      |    |                      |     |     |
| GK                   | 23 | Volkan Demirel       |     |     |
| RB                   | 22 | Hamit Altıntop       |     |     |
| CB                   | 15 | Emre Aşık            |     |     |
| CB                   | 2  | Servet Çetin         |     |     |
| LB                   | 3  | Hakan Balta          | 48' |     |
| DM                   | 7  | Mehmet Aurélio       | 41' |     |
| RM                   | 10 | Gökdeniz Karadeniz   |     | 46' |
| LM                   | 14 | Arda Turan           |     |     |
| AM                   | 11 | Tümer Metin          |     | 46' |
| CF                   | 8  | Nihat Kahveci (cs)   |     | 85' |
| CF                   | 17 | Tuncay Şanlı         | 31' |     |
| Cserék:              |    |                      |     |     |
| MF                   | 6  | Mehmet Topal         |     | 46' |
| FW                   | 9  | Semih Şentürk        |     | 46' |
| MF                   | 18 | Colin Kazim-Richards |     | 85' |
| Szövetségi kapitány: |    |                      |     |     |
| Fatih Terim          |    |                      |     |     |

| A mérkőzés játékosa: Arda Turan Asszisztensek: Roman Slyško Martin Balko Negyedik számú játékvezető: Damir Skomina |

### Svájc – Portugália
| 2008. június 15. 20.45 (UTC+2) |

| Svájc                    | 2–0               | Portugália |
| ------------------------ | ----------------- | ---------- |
| Yakin 71' 83' (11-esből) | (0–0) Jegyzőkönyv |            |

| St. Jakob-Park, Bázel Nézőszám: 39 730 Játékvezető: Konrad Plautz (osztrák) |

| SVÁJC:               |    |                      |       |     |
|                      |    |                      |       |     |
| GK                   | 18 | Pascal Zuberbühler   |       |     |
| RB                   | 5  | Stephan Lichtsteiner |       | 83' |
| CB                   | 20 | Patrick Müller       |       |     |
| CB                   | 4  | Philippe Senderos    |       |     |
| LB                   | 3  | Ludovic Magnin (cs)  |       |     |
| RM                   | 19 | Valon Behrami        |       |     |
| CM                   | 15 | Gelson Fernandes     | 90+2' |     |
| CM                   | 8  | Gökhan Inler         |       |     |
| LM                   | 22 | Johan Vonlanthen     | 37'   | 61' |
| SS                   | 10 | Hakan Yakin          | 27'   | 86' |
| CF                   | 12 | Eren Derdiyok        |       |     |
| Cserék:              |    |                      |       |     |
| MF                   | 16 | Tranquillo Barnetta  | 81'   | 61' |
| DF                   | 13 | Stéphane Grichting   |       | 83' |
| MF                   | 7  | Ricardo Cabanas      |       | 86' |
| Szövetségi kapitány: |    |                      |       |     |
| Köbi Kuhn            |    |                      |       |     |

| PORTUGÁLIA:          |    |                     |     |     |
|                      |    |                     |     |     |
| GK                   | 1  | Ricardo             |     |     |
| RB                   | 13 | Miguel              | 81' |     |
| CB                   | 15 | Pepe                |     |     |
| CB                   | 3  | Bruno Alves         |     |     |
| LB                   | 2  | Paulo Ferreira      | 30' | 41' |
| CM                   | 5  | Fernando Meira (cs) | 78' |     |
| CM                   | 18 | Miguel Veloso       |     | 71' |
| CM                   | 6  | Raul Meireles       |     |     |
| RW                   | 17 | Ricardo Quaresma    |     |     |
| LW                   | 19 | Nani                |     |     |
| CF                   | 23 | Hélder Postiga      |     | 74' |
| Cserék:              |    |                     |     |     |
| DF                   | 14 | Jorge Ribeiro       | 64' | 41' |
| MF                   | 10 | João Moutinho       |     | 71' |
| FW                   | 9  | Hugo Almeida        |     | 74' |
| Szövetségi kapitány: |    |                     |     |     |
| Luiz Felipe Scolari  |    |                     |     |     |

| A mérkőzés játékosa: Hakan Yakin Asszisztensek: Egon Bereuter Markus Mayr Negyedik számú játékvezető: Ivan Bebek |

### Törökország – Csehország
| 2008. június 15. 20.45 (UTC+2) |

| Törökország            | 3–2               | Csehország            |
| ---------------------- | ----------------- | --------------------- |
| Arda 75' Nihat 87' 89' | (0–1) Jegyzőkönyv | Koller 34' Plašil 62' |

| Stade de Genève, Genf Nézőszám: 29 016 Játékvezető: Peter Fröjdfeldt (svéd) |

| TÖRÖKORSZÁG:         |    |                      |       |     |
|                      |    |                      |       |     |
| GK                   | 23 | Volkan Demirel       | 90+2′ |     |
| RB                   | 22 | Hamit Altıntop       |       |     |
| CB                   | 13 | Emre Güngör          |       | 63' |
| CB                   | 2  | Servet Çetin         |       |     |
| LB                   | 3  | Hakan Balta          |       |     |
| RM                   | 6  | Mehmet Topal         | 6'    | 57' |
| CM                   | 7  | Mehmet Aurélio       | 10'   |     |
| CM                   | 14 | Arda Turan           | 64'   |     |
| LM                   | 17 | Tuncay Şanlı         |       |     |
| CF                   | 8  | Nihat Kahveci (cs)   |       |     |
| CF                   | 9  | Semih Şentürk        |       | 46' |
| Cserék:              |    |                      |       |     |
| FW                   | 20 | Sabri Sarıoğlu       |       | 46' |
| MF                   | 18 | Colin Kazim-Richards |       | 57' |
| DF                   | 15 | Emre Aşık            | 73'   | 63' |
| Szövetségi kapitány: |    |                      |       |     |
| Fatih Terim          |    |                      |       |     |

| CSEHORSZÁG:          |    |                     |       |     |
|                      |    |                     |       |     |
| GK                   | 1  | Petr Čech           |       |     |
| RB                   | 2  | Zdeněk Grygera      |       |     |
| CB                   | 21 | Tomáš Ujfaluši (cs) | 90+4' |     |
| CB                   | 22 | David Rozehnal      |       |     |
| LB                   | 6  | Marek Jankulovski   |       |     |
| DM                   | 4  | Tomáš Galásek       | 80'   |     |
| CM                   | 17 | Marek Matějovský    |       | 39' |
| CM                   | 3  | Jan Polák           |       |     |
| RW                   | 7  | Libor Sionko        |       | 85' |
| LW                   | 20 | Jaroslav Plašil     |       | 80' |
| CF                   | 9  | Jan Koller          |       |     |
| Cserék:              |    |                     |       |     |
| MF                   | 14 | David Jarolím       |       | 39' |
| DF                   | 13 | Michal Kadlec       |       | 80' |
| FW                   | 11 | Stanislav Vlček     |       | 85' |
| FW                   | 15 | Milan Baroš         | 90+5' |     |
| Szövetségi kapitány: |    |                     |       |     |
| Karel Brückner       |    |                     |       |     |

| A mérkőzés játékosa: Nihat Kahveci Asszisztensek: Stefan Wittberg Henrik Andrén Negyedik számú játékvezető: Grzegorz Gilewski |